# Julius Marva
Julius Marva (ur. 15 stycznia 1996 w Rauma) – fiński hokeista.

## Kariera
- Lukko U16 (2010-2012)
- Lukko U17 (2012-2013)
- Lukko U18 (2013-2014)
- Lukko U20 (2014-2016)
- Fairbanks Ice Dogs (2016-2017)
- SaPKo (2017-2020)
- Kiruna AIF (2020-2021)
- Ciarko STS Sanok (2021-2022)
- FTC-Telekom (2022-)

Wychowanek klubu Rauman Lukko w rodzinnym mieście. Grał w jego drużynach juniorskich do 2016. W tym roku wyjechał do USA i w barwach Fairbanks Ice Dogs grał w lidze NAHL. W trakcie sezonu w styczniu 2017 wrócił do ojczyzny i został zawodnikiem SaPKo i grał tam w czterech edycjach ligi Mestis do 2020. W sierpniu 2020 został zakontraktowany przez szwedzki klub Kiruna AIF w rozgrywkach Hockeyettan. W maju 2021 został zaangażowany przez STS Sanok w rozgrywkach Polskiej Hokej Ligi. W czerwcu 2022 został zaangażowany do węgierskiego zespołu FTC-Telekom.

## Sukcesy
Klubowe
- Brązowy medal U16 SM-sarja: 2012 z Lukko U16
- Srebrny medal U17 SM-sarja: 2013 z Lukko U17
- Złoty medal Mestis: 2017 z SaPKo
- Brązowy medal Mestis: 2018 z SaPKo

Indywidualne
- Mestis (2016/2017):
  - Pierwsze miejsce w klasyfikacji +/- w sezonie zasadniczym: +12
  - Pierwszy skład gwiazd